# 路易斯斯密斯湖
路易斯斯密斯湖（英語：Lewis Smith Lake）是美国阿拉巴马州北部的一个水库。它位于黑沃里尔河支流锡普西河的上游，湖水面积超过 21,200英畝（86平方）。该湖平均深度为66英尺（20），最深处达到264英尺（80），水面海拔高度为510英尺（160）。湖体有三个分叉，长达 500英里（800） 的湖岸线分布在卡尔曼县，沃克县和温斯顿县。

## 工程概况
该湖是由南方公司（：SO）四个下属公司之一的阿拉巴马电力公司建设的路易斯斯密斯大坝拦截河水而形成的。大坝横跨长度为2,200英尺（670） ，最高处达到300英尺（91），1957年11月25日开始施工，1961年9月5日投入使用。
路易斯斯密斯的名称是为了纪念路易斯·马丁·史密斯。他曾于1952年至1957年担任阿拉巴马电力公司总裁职务。

## 生态
该湖是美国第二干净的湖，仅次于塔霍湖。
该湖有丰富的渔获资源，是渔民的乐园。主要鱼类有大口黑鲈、银花鲈鱼、黑斑刺盖太阳鱼、蓝鳃太阳鱼和钳鱼。
2008年4月，世界户外钓鱼大赛（FLW）第二张分站赛在此举行。来自佛罗里达州贝县巴拿马市的迈克尔·本纳特（MICHAEL BENNETT）以27.5磅（12.5）的成绩，获得冠军。

## 湖滨
附近的城镇包括，卡尔曼县的不莱梅社区、克伦丘社区和道奇城镇，沃克县的柯里社区和贾斯珀市，温斯顿县的艾迪生镇、阿尔利镇（Arley）、达布尔斯普林斯市。